# ژاک کارت
ژاک کارت (فرانسوی: Jacques Carette‎؛ زادهٔ ۱ مارس ۱۹۴۷) دونده اهل فرانسه است.